# Nymphoides humboldtiana
Classification phylogénétique
Espèce
Synonymes
- Limnanthemum humboldtianum (Kunth) Griseb.
- Villarsia humboldtiana Kunth - Basionyme[2]

Nymphoides humboldtiana est une plante aquatique de la famille des Menyanthaceae, enracinée, vivace, avec des feuilles flottantes.

## Taxonomie
Des analyses moléculaires on mis en évidence que Nymphoides humboldtiana est une espèce néotropicale, qui a longtemps été confondue avec l'espèce asiatique/océanienne Nymphoides indica (L.) Kuntze, 1891 autrefois considérée comme pantropicale,,.